# Notoschoenomyza diminuta
Notoschoenomyza diminuta är en tvåvingeart som beskrevs av Márcia Souto Couri och Elineide E. Marques 2004. Notoschoenomyza diminuta ingår i släktet Notoschoenomyza och familjen husflugor. Inga underarter finns listade i Catalogue of Life.